# Wicket W. Warrick
Wicket Wystri Warrick is een personage uit de Star Wars saga. Hij werd geïntroduceerd in Star Wars: Episode VI: Return of the Jedi. In deze Episode en in de Star Wars Expanded Universe waarin hij meedoet wordt hij gespeeld door Warwick Davis.
Wicket is een Ewok van de bosmaan Endor. Hij behoort bij de Ewokstam van het Bright Tree Village.

## Episode VI: Return of the Jedi
In de film Return of the Jedi was Wicket de eerste Ewok die contact maakte met de rebellen die op Endor waren geland om het krachtveld van de tweede Death Star uit te schakelen. Hoewel hij eerst bang was voor de vreemdelingen, nam hij Leia Organa uiteindelijk mee naar zijn dorp. Later in de film spoorde hij de Ewoks aan mee te vechten tegen de Imperial Stormtroopers.
Wicket’s naam werd in de film zelf niet gebruikt. In plaats daarvan werd zijn naam voor het eerst vermeld op het actiefiguurtje van hem, gemaakt naar aanleiding van de film.

## Episode IX: The Rise of Skywalker
Wicket W. Warrick is samen met zijn zoon te zien, terwijl hij juicht voor de overwinning van de rebellen.

## Andere media
- Wicket was een vast personage in de animatieserie Star Wars: Ewoks
- In de film The Ewok Adventure hielp Wicket de Towani-kinderen Mace en Cindel om hun ouders te vinden. In deze film heeft Wicket twee oudere broers en een jongere zus.
- Wicket’s laatste filmrol was in Ewoks: The Battle for Endor. Hierin hielp hij Cindel en de andere Ewoks om de Marauders te verslaan.

## Later leven
De televisiefilms en animatieserie spelen zich chronologisch gezien allemaal af voor Return of the Jedi. Wat er met Wicket is gebeurd na de Battle of Endor is grotendeels onbekend. Het enige dat vast staat is dat hij de leider van zijn dorp werd.